# Madras (tyg)

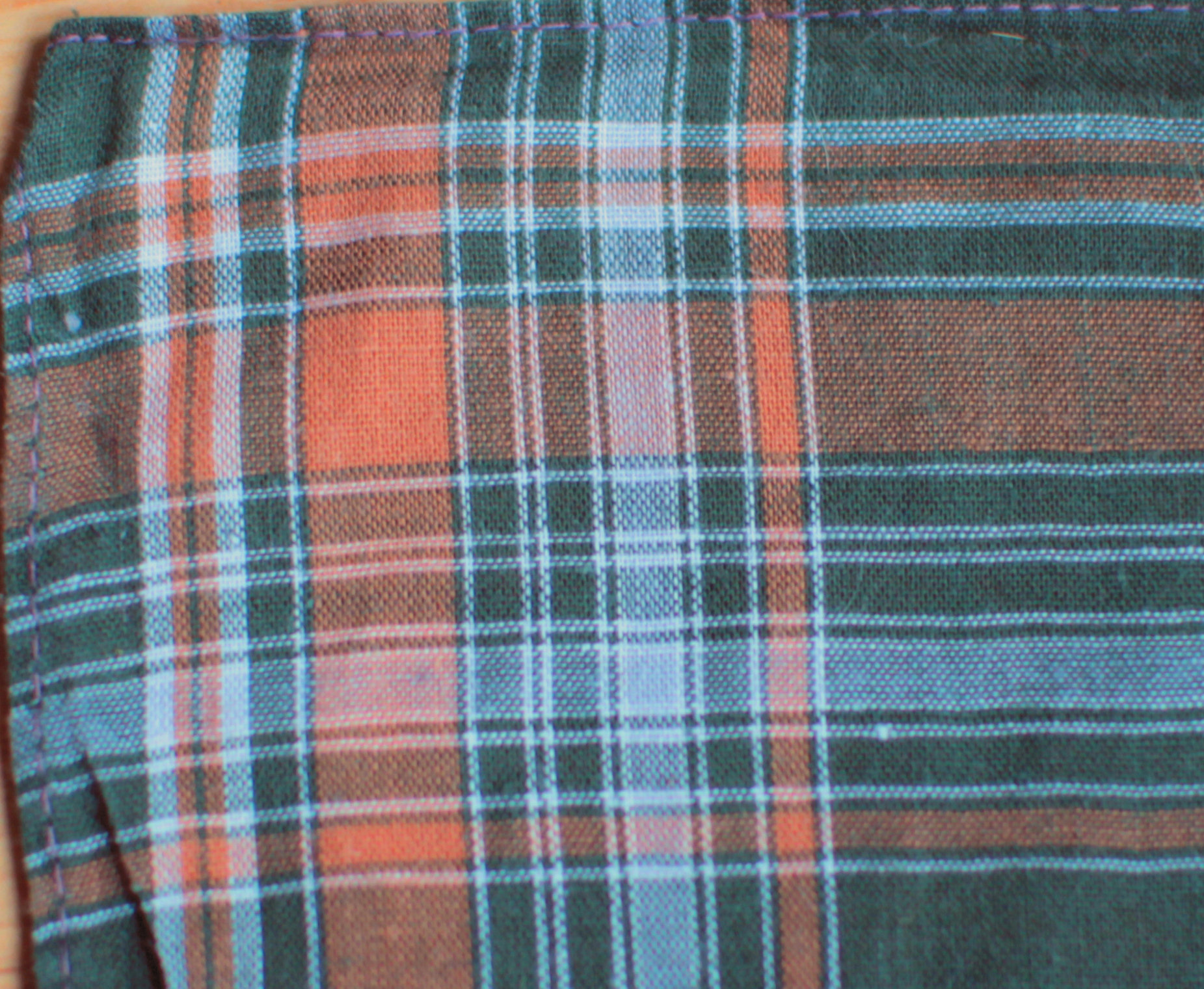
Madrastyg

Madras är ett efter staden Madras uppkallat tyg, ursprungligen ett glest, orientaliskt mönstrat gastyg för schalar, klänningar med mera.
Senare oftast syftande på ett gardin- eller draperityg av gas- eller gles tuskaftsvävnad, mönstrad i grövre inslagsgarn. Trådarna avskärs maskinellt på de ställen där inget mönster skall vara så att den glesa bottnen framträder. Madrasväv var länge mycket populärt i gardintyger.